# ディオクレティアヌス浴場

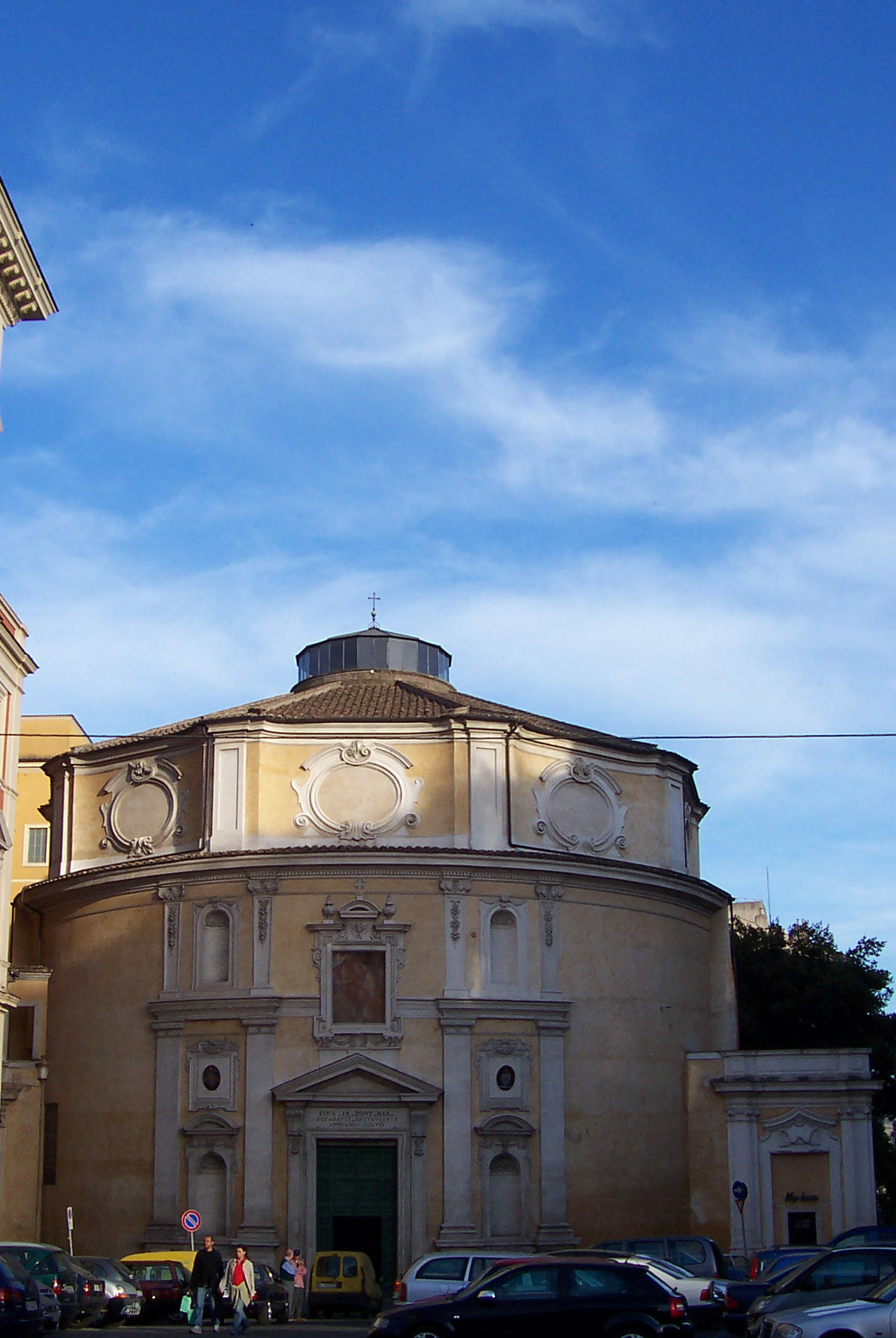
サン・ベルナルド・アッレ・テルメ教会

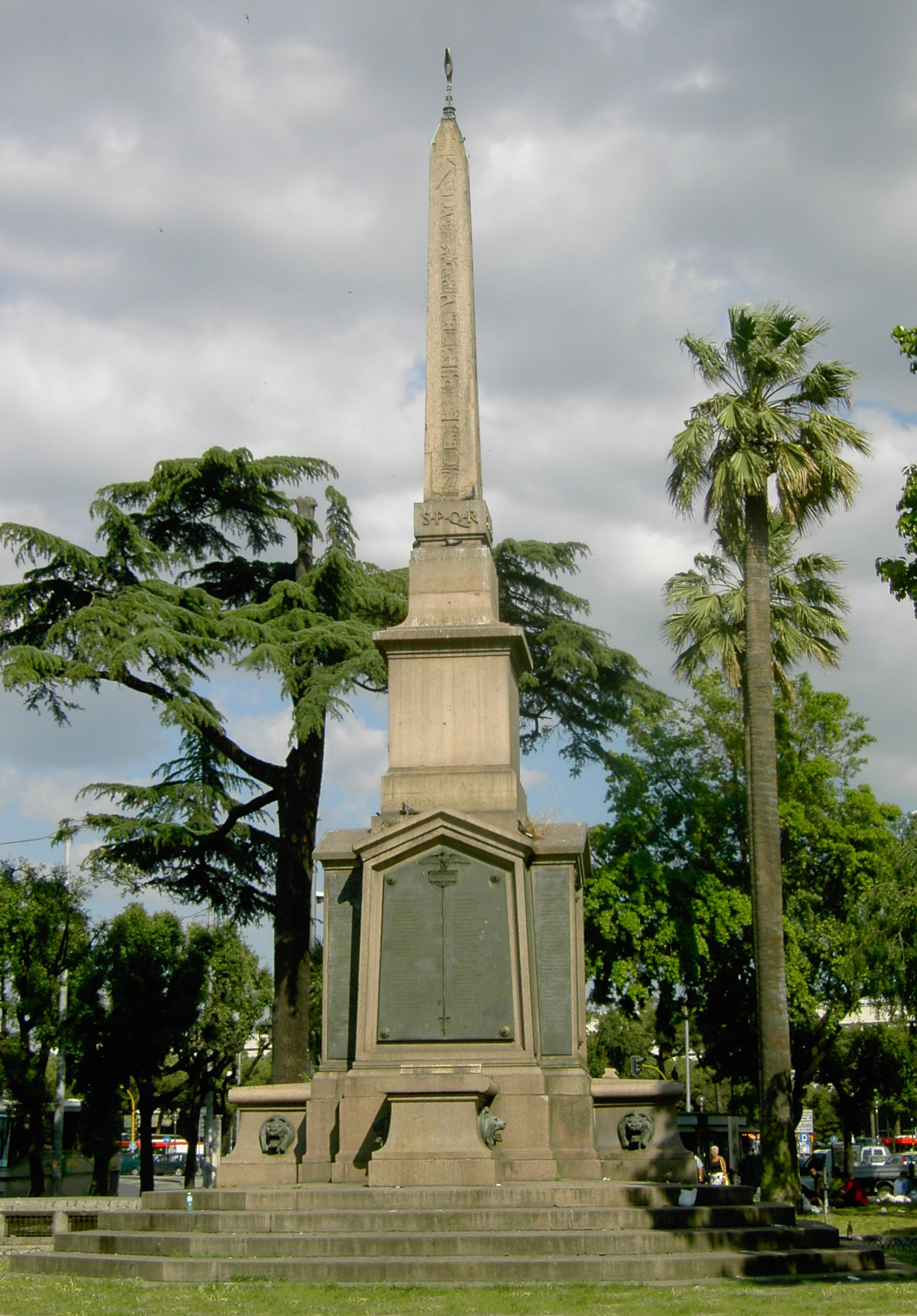
Il monumento ai caduti di Dogali a Roma.

ディオクレティアヌス浴場（ディオクレティアヌスよくじょう、Thermae Diocletiani）は、ローマ帝国皇帝ディオクレティアヌスが306年に建設した公衆浴場。主にマルキア水道から水を受けていた。

## 概要
ローマ帝国でも最大かつ最も豪華な浴場で、ゴート族が537年に水道供給を絶つまで使われ続けていた。大きさではカラカラ帝のカラカラ浴場と同程度で、南西に面していたためカルダリウムを太陽エネルギーで暖め、フリギダリウムにはその熱が影響しない構造になっていた。浴場の建物は以下のような教会などに流用されたため、それなりの部分がそのまま保存されている。
- サンタ・マリア・デッリ・アンジェリ・エ・デイ・マルティーリ聖堂（英語版） - 共和国広場に面した湾曲した入口がカルダリウム部分、テピダリウムとナタティオの一部は翼廊に、フリギダリウムは身廊に転換されている。テピダリウム部分のヴォールトは古代ローマのものをそのまま使っている。
- サン・ベルナルド・アッレ・テルメ教会（英語版） - エクセドラを挟んで2つあった円柱型の塔のうちの1つを再利用している。

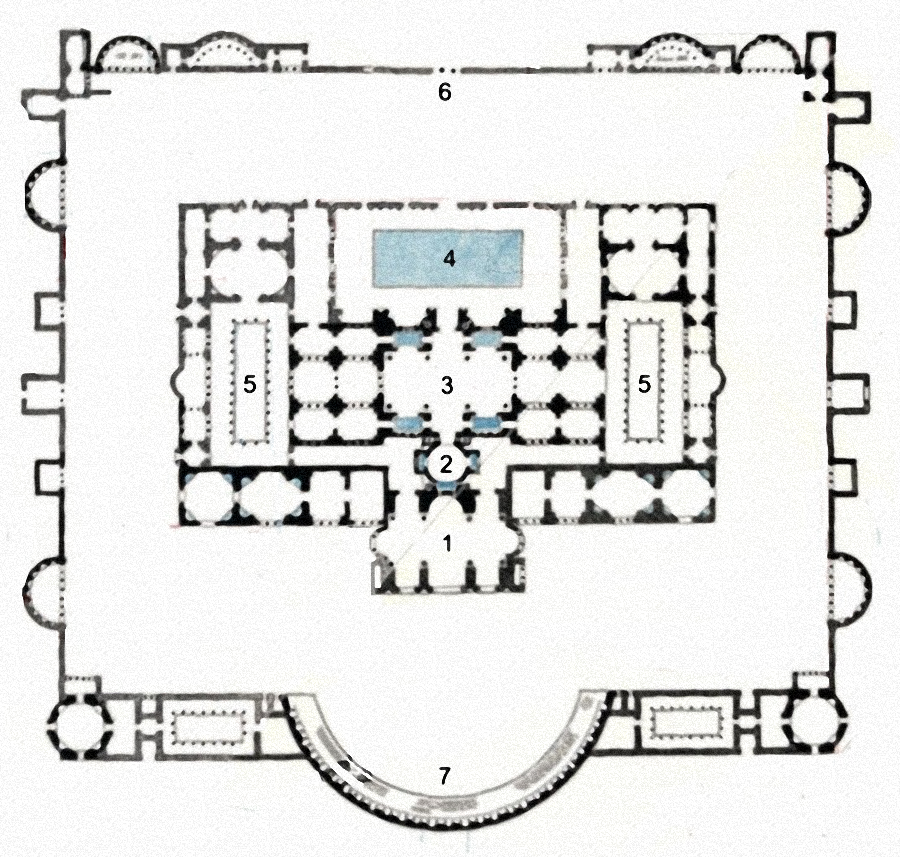
1:カルダリウム, 2:テピダリウム, 3:フリギダリウム, 4:ナタトリウム（水風呂）,5:パレストラ（運動場）, 6:入口, 7:エクセドラ

- 浴場入口とメインホール部分がローマ国立博物館の一部になっている。
- 'octagonal aula'（八角形のホール）はプラネタリウムとして1980年まで使われていた[1]。現在はローマ国立博物館の一部である。

浴場の他の遺構はいくつかの通りで見られる。
サン・ベルナルド・アッレ・テルメ教会は浴場の矩形の境界内の南西の壁に接するように建っていた2つの円形の塔のうち1つを再利用している。2つの塔の間には同じ壁の一部として大きなエクセドラがあったが、現在はローマの共和国広場の配置からその外形が想像できるだけである。
平面図